# Літава (притока Крупиниці)
Літава (словац. Litava) — річка в Словаччині, ліва притока Крупиниці, протікає в округах Крупіна і Левіце.
Довжина — 44 км.
Витік знаходиться в масиві Крупінська полонина на висоті 650 метрів біля села Сєноград. Впадають Рієка і Трпинець.
Впадає у Крупиницю біля села Плаштьовце на висоті 140 метрів.